# Pachydactylus weberi
Espèce
Synonymes
- Pachydactylus capensis gariesensis Hewitt, 1932

Pachydactylus weberi est une espèce de geckos de la famille des Gekkonidae.

## Répartition
Cette espèce se rencontre en Afrique du Sud et en Namibie.

## Taxinomie
Les sous-espèces Pachydactylus weberi acuminatus et Pachydactylus weberi werneri ont été élevées au rang d'espèce.

## Étymologie
Cette espèce est nommée en l'honneur de Max Carl Wilhelm Weber.

## Publication originale
- Roux, 1907 : Beiträge zur Kenntnis der Fauna von Süd-Afrika. Ergebnisse einer Reise von Prof. Max Weber im Jahre 1894. VII. Lacertilia (Eidechsen). Zoologische Jahrbücher. Abteilung für Systematik, Geographie und Biologie der Tiere, vol. 25, p. 403-444 (texte intégral).